# Matotonan
Matotonan is een bestuurslaag in het regentschap Kepulauan Mentawai van de provincie West-Sumatra, Indonesië. Matotonan telt 1077 inwoners (volkstelling 2010).